# Gandalf Nederland
Gandalf Nederland B.V is een voormalig datacommunicatiebedrijf dat gevestigd was in Amsterdam (Sloterdijk). In 1993 verhuisde het bedrijf naar Hoofddorp. Het bedrijf heeft bestaan van 1986 tot 1995.

## Geschiedenis
Het bedrijf kwam voort uit Eurotech Nederland, dat was opgericht door D. Bakker en W. Lamers. Rond 1985 werd het overgenomen door het beursgenoteerde bedrijf Canadese Gandalf Networks Inc. Dit bedrijf ontwikkelde datacommunicatieapparatuur zoals modems, protocol convertoren en netwerksystemen. Het bedrijf telde toen wereldwijd ca 1200 werknemers en had vestigingen in Europa, Amerika, Canada en Australië. In Nederland waren op dat moment 40 medewerkers in dienst.

In 1989 sloot het bedrijf een lucratief en langlopend contract met het Groningse bedrijf Cevan, dat huisleverancier was van ca 100 gemeenten in Noord Nederland en een aantal gemeenten in Limburg, voor de levering van datacommunicatie en netwerksystemen.

Ook werden leveringscontracten gesloten met een aantal onderwijsinstellingen waaronder de Noordelijke Hogeschool Leeuwarden.

Verdere groei ontstond door contracten met vooral telefoonmaatschappijen in Frankrijk, Engeland en in Nederland met de PTT (Nederland) dat op een aantal gebieden ook weer juist een concurrent was. 

Het bedrijf werd bekend als WAN leverancier van een specifiek netwerksysteem dat men Starmaster noemde. Dit systeem zorgde voor een koppeling van verschillende netwerksystemen. Om het systeem verder te kunnen exploiteren 
startte het bedrijf in 1991 een samenwerkingsverband met het Duitse Siemens voor de integratie van het netwerksysteem en de Siemens Hicom telefooncentrales en men werd partner van de PTT met betrekking tot de verdere ontwikkeling van het ISDN systeem.

### Structuurveranderingen en faillissement
In 1996 werd Gandalf Nederland als 'kleindochter' geplaatst onder Gandalf Data Ltd in Warwick en Bracknell, UK.
Door toenemende concurrentie van onder anderen 3Com, Cisco en Bay Networks kwam Gandalf Canada in de problemen. Er werd gezocht naar overnamekandidaten maar dat lukte niet. In 1997 volgde het faillissement van het Canadese concern. Een week later viel ook het doek voor de Engelse moedermaatschappij en uiteindelijk ook voor Gandalf Nederland dat op het moment van het faillissement nog 45 werknemers telde. 

In oktober van 1997 werd de goodwill en de onderhoudscontracten van het bedrijf in Hoofddorp overgenomen door Comtek Communications Ltd, dat op haar beurt in 2020 failliet ging.